# Evangeline Lilly
Nicole Evangeline Lilly (Fort Saskatchewan, Alberta, 3 augustus 1979) is een Canadees actrice en fotomodel. Ze verwierf internationaal bekendheid met haar rol als Kate Austen in de televisieserie Lost (2004-10), waarvoor ze een Screen Actors Guild Award won en genomineerd werd voor een Golden Globe.  Verder is ze bekend door haar rol als Connie James in The Hurt Locker (2008),  Tauriel in The Hobbit-filmtrilogie, en Hope van Dyne/Wasp in de Marvel Cinematic Universe films: Ant-Man (2015), Ant-Man and the Wasp (2018), Avengers: Endgame (2019) en Ant-Man and the Wasp: Quantumania (2023).

## Biografie
Lilly werd ontdekt in de straten van Kelowna door een modellenbureau. Hoewel ze in eerste instantie een carrière als model niet zag zitten, tekende ze toch voor het modellenbureau om haar studiekosten te betalen.
In de periode vóór Lost heeft Lilly missiewerk verricht op de Filipijnen.
Ze werd in 2007 genomineerd voor een Golden Globe voor haar rol als Kate Austen in de televisieserie Lost. Hiervoor werd ze van 2005 tot en met 2009 eveneens ieder jaar genomineerd voor een Saturn Award.
In juni 2011 werd bekend dat zij een rol kreeg in The Hobbit-trilogie van regisseur Peter Jackson. Daarin speelt zij het door de scriptschrijvers gecreëerde personage Tauriel, een elf van het Demsterwold. Haar rol is te zien in deel 2: The Hobbit: The Desolation of Smaug en deel 3: The Hobbit: The Battle of the Five Armies.

## Filmografie

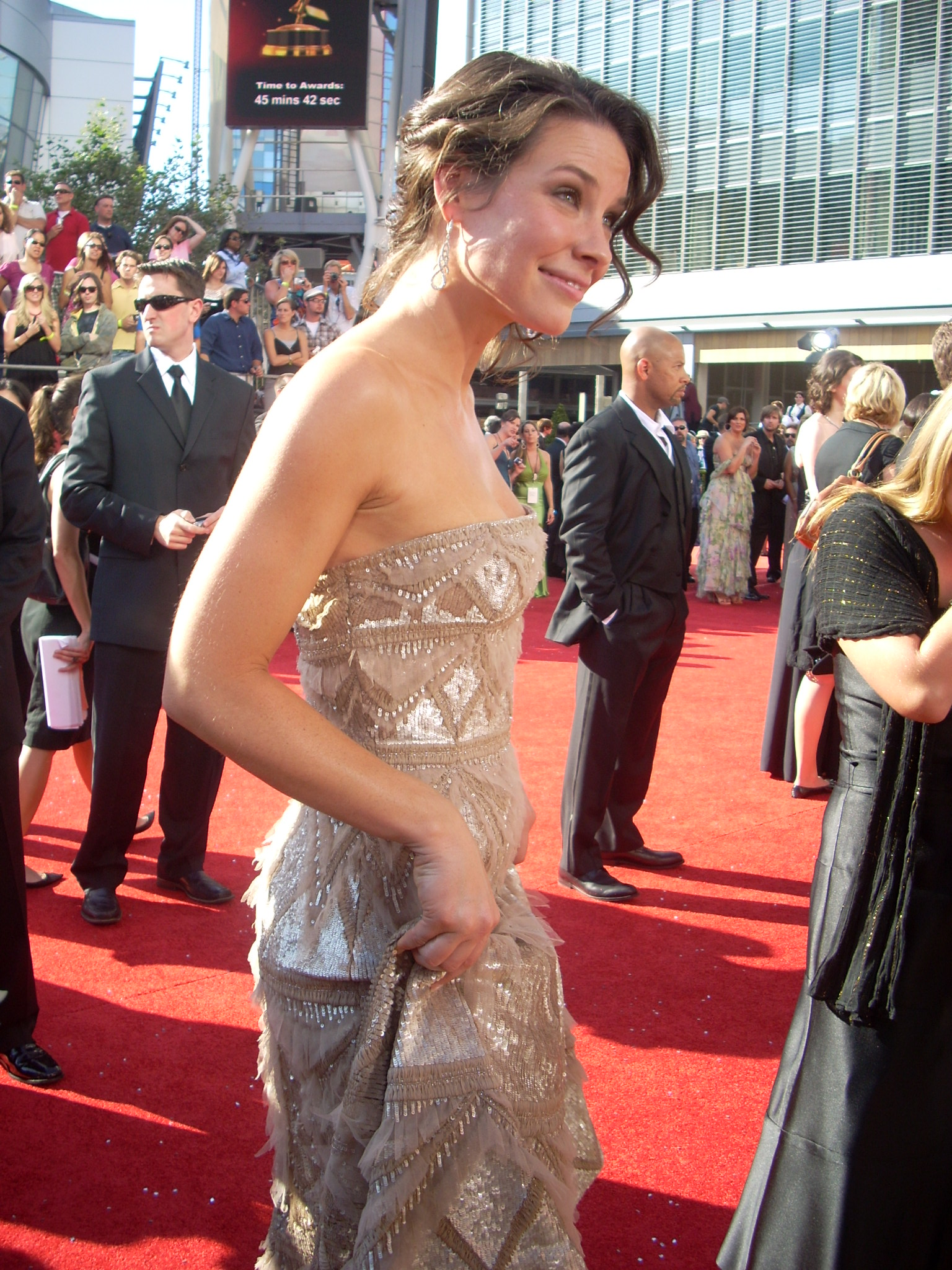
Lilly op de Emmy Awards (2008)

| Film        | Film                                      | Film                                     | Film                  |
| Jaar        | Film                                      | Rol                                      | Opmerkingen           |
| ----------- | ----------------------------------------- | ---------------------------------------- | --------------------- |
| 2003        | The Lizzie McGuire Movie                  | Politieagent                             |                       |
| 2003        | Stealing Sinatra                          | Model in reclame                         |                       |
| 2003        | Freddy vs. Jason                          | Student                                  | Niet op de aftiteling |
| 2005        | The Long Weekend                          | Simone                                   |                       |
| 2008        | Afterwards                                | Claire                                   |                       |
| 2008        | The Hurt Locker                           | Connie James                             |                       |
| 2011        | Real Steel                                | Bailey Tallet                            |                       |
| 2013        | The Hobbit: The Desolation of Smaug       | Tauriel                                  |                       |
| 2014        | The Hobbit: The Battle of the Five Armies | Tauriel                                  |                       |
| 2015        | Ant-Man                                   | Hope van Dyne                            |                       |
| 2018        | Ant-Man and the Wasp                      | Hope van Dyne / Wasp                     |                       |
| 2019        | Avengers: Endgame                         | Hope van Dyne / Wasp                     |                       |
| 2021        | South of Heaven                           | Annie                                    |                       |
| 2023        | Ant-Man and the Wasp: Quantumania         | Hope van Dyne / Wasp                     |                       |
| Televisie   |                                           |                                          |                       |
| Jaar        | Titel                                     | Rol                                      | Episodes              |
| 2002        | Reviews on the Run                        | JD-meisje                                | 1 episode             |
| 2002        | Smallville                                |                                          | 3 episodes            |
| 2003        | Tru Calling                               | Gast op feestje                          | 1 episode             |
| 2004        | Kingdom Hospital                          | Vriendin van Benson                      | 1 episode             |
| 2004 - 2010 | Lost                                      | Katherine Anne "Kate" Austen             | 94 episodes           |
| 2007        | Punk'd                                    | Als zichzelf                             | 1 episode             |
| 2021        | What If...?                               | Als de stem van Hope van Dyne / The Wasp | 1 episode             |

## Trivia
- Lilly spreekt vloeiend Frans.
- Haar medespelers in Lost noemen haar ‘Monkey’ (Aapje) omdat ze goed in bomen kan klimmen.